# 片岡城
片岡城（かたおかじょう）は、奈良県北葛城郡上牧町にあった日本の城。別名下牧城。

## 概要
片岡城は標高90m、比高48mの丘陵に建てられ、西側には葛下川と南北には街道があり、片岡谷一帯を支配する位置に築城されたと思われている。興福寺一乗院方の片岡氏が居城とした。近年まで周辺の小字や通称の名に名残が見られた。南方およそ1.2kmには出城の木辻城があった。王寺町には片岡国春の伝承されている墓がある。

## 沿革

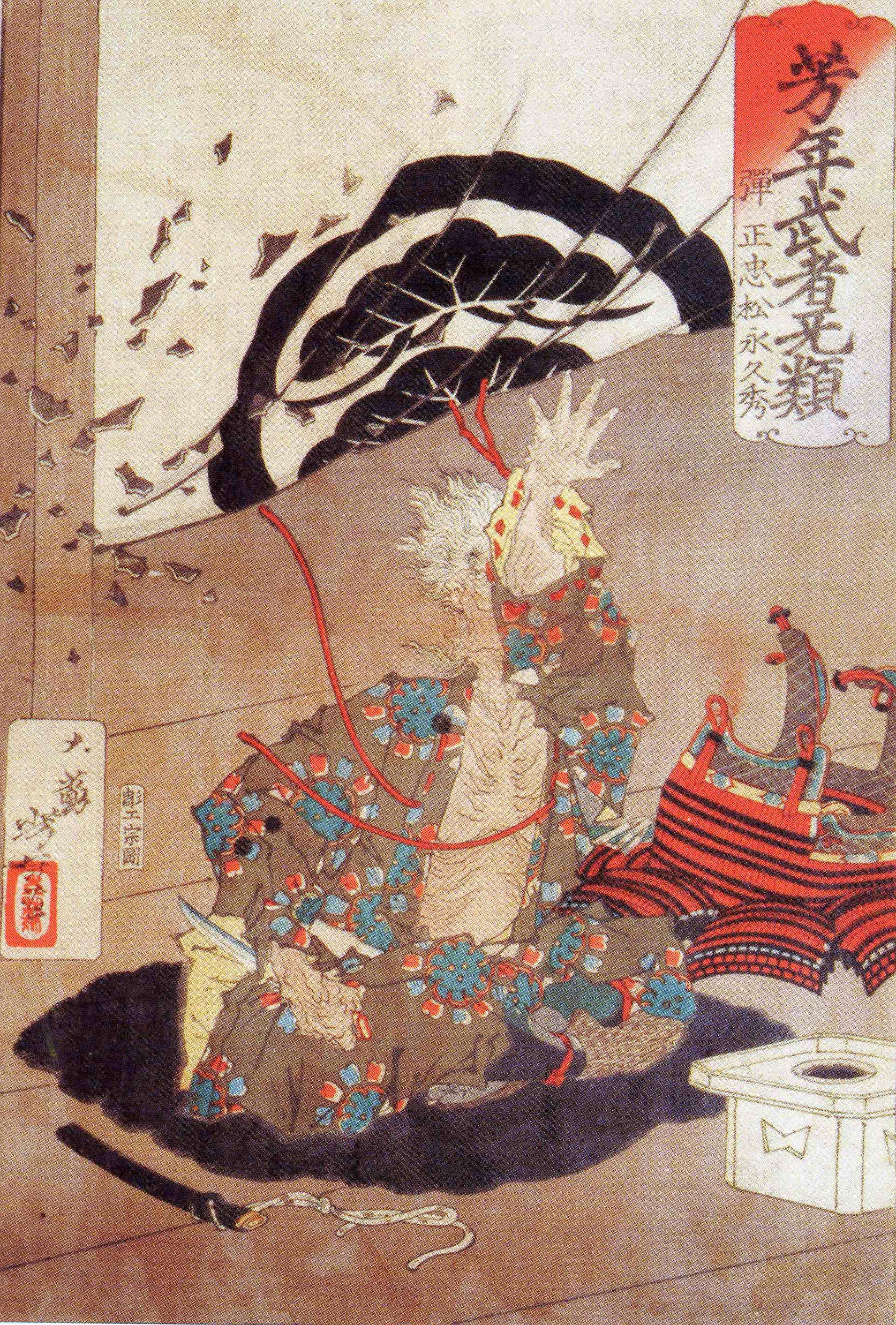
松永久秀画像

明応7年4月5日（1498年5月5日）に畠山尚順配下の筒井氏が「片岡」を攻め落とした記録があるが(『大乗院雑事記』)、これが当城かは不明である。この時に片岡利持が自害したと思われている。また『片岡系図』によると片岡城は16世紀初頭に片岡国春によって築かれたとされる。その後片岡春利の代になり、永禄12年（1569年）4月8日に松永久秀に攻められ、片岡城が乗っ取られ(『多聞院日記』)、数日駐留した後に越智氏征伐のため南進していった。その後『大和軍師』によれば、片岡春利は片岡城で抗戦しているところから、再奪取に成功したものと思われる。春利は翌元亀元年（1570年）3月5日、片岡城にて36歳で病死したようである。その後11月19日から20日に松永軍により片岡一帯が制圧され、片岡城も落城したのではないかと推察されている。

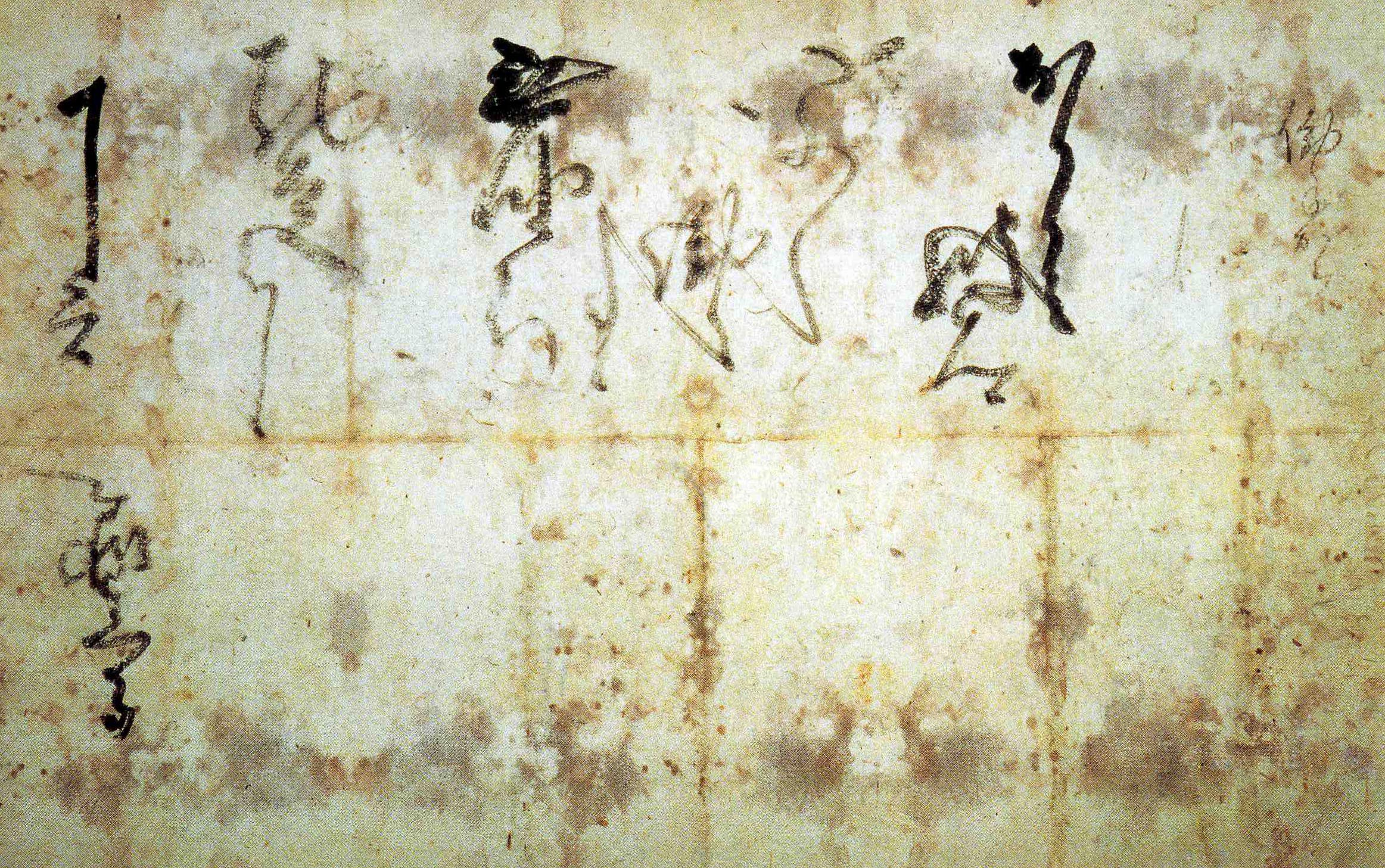
織田信長自筆の感状

天正5年（1577年）8月、松永久秀が織田信長に反旗を翻したため、信貴山城の戦いに先立つ同年10月1日（1577年11月20日）に、明智光秀・筒井順慶・長岡藤孝ら約5千兵で攻城、これに対して松永軍は海老名友清、森正友らが率いる約1千兵で防御したが激戦の末に落城した（『多聞院日記』）。ちなみに藤孝の息子である細川忠興・興元兄弟は、この戦いでの働きにより信長から直筆の感状を与えられている。廃城年代は不明。

## 城郭

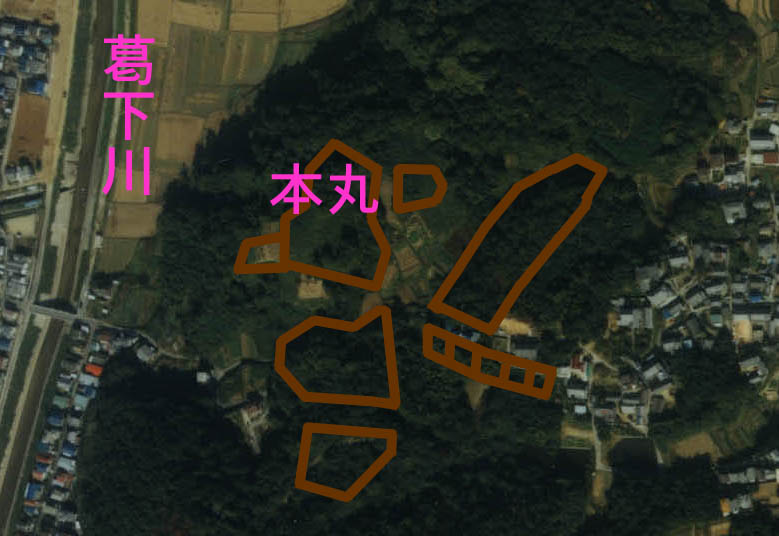
片岡城の城郭部分/昭和60年度のカラー空中写真

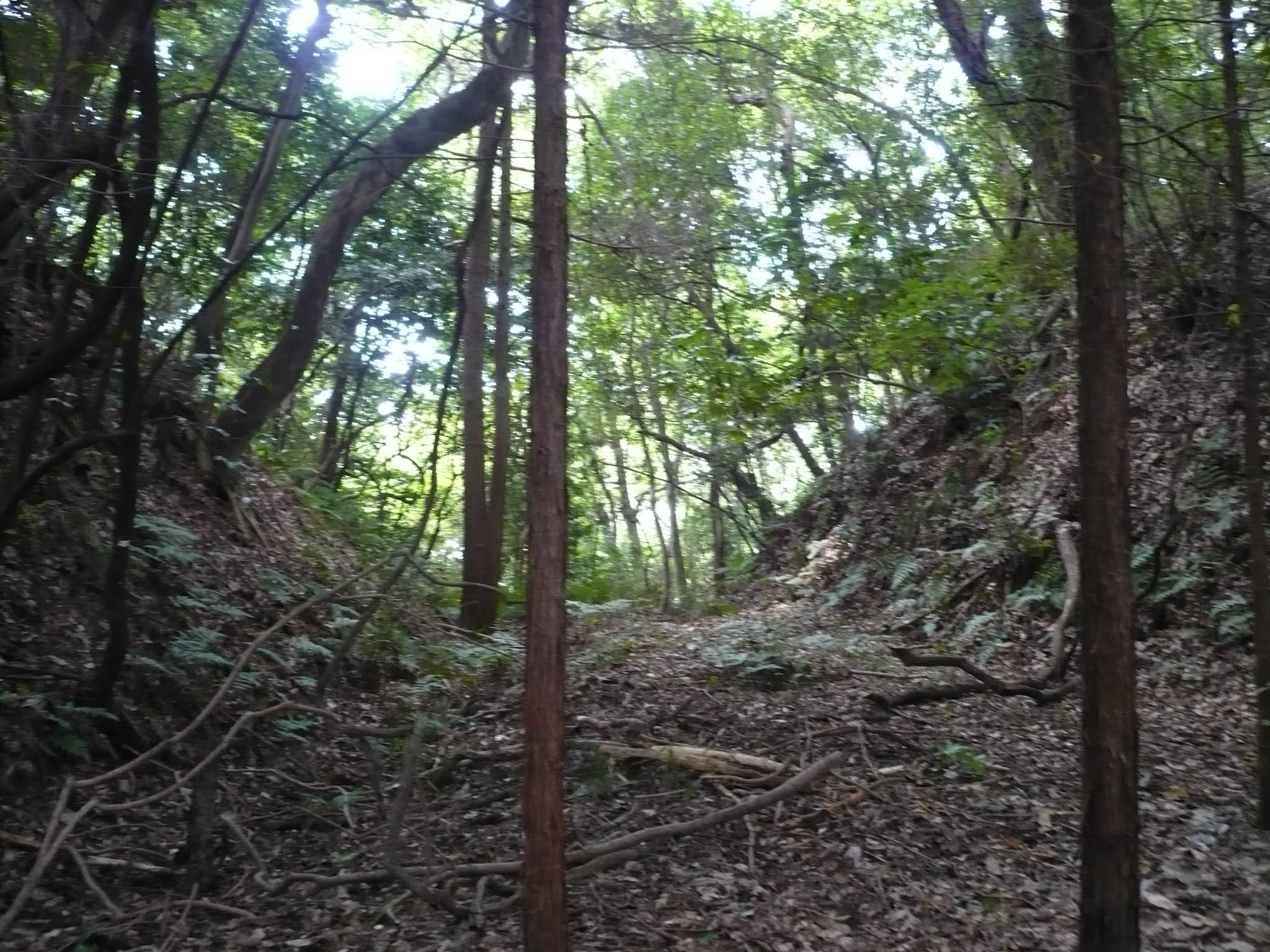
南側曲輪の堀切

本丸部分は南北66m×東西46mで、ここから信貴山城の眺望がよい。この本丸曲輪の北のコーナー部分には、信長公記に記載されている天守に想定するような櫓が建設されていた可能性が指摘されているが、「安土城以後の新しい城郭の所見をもとに類推した記載であるかもしれず、類似のものがあったとしても、その実態は簡単な隅櫓の類に止まるのではないか」と指摘されている。本丸部分とその周辺の帯曲輪が水平に削平されている。

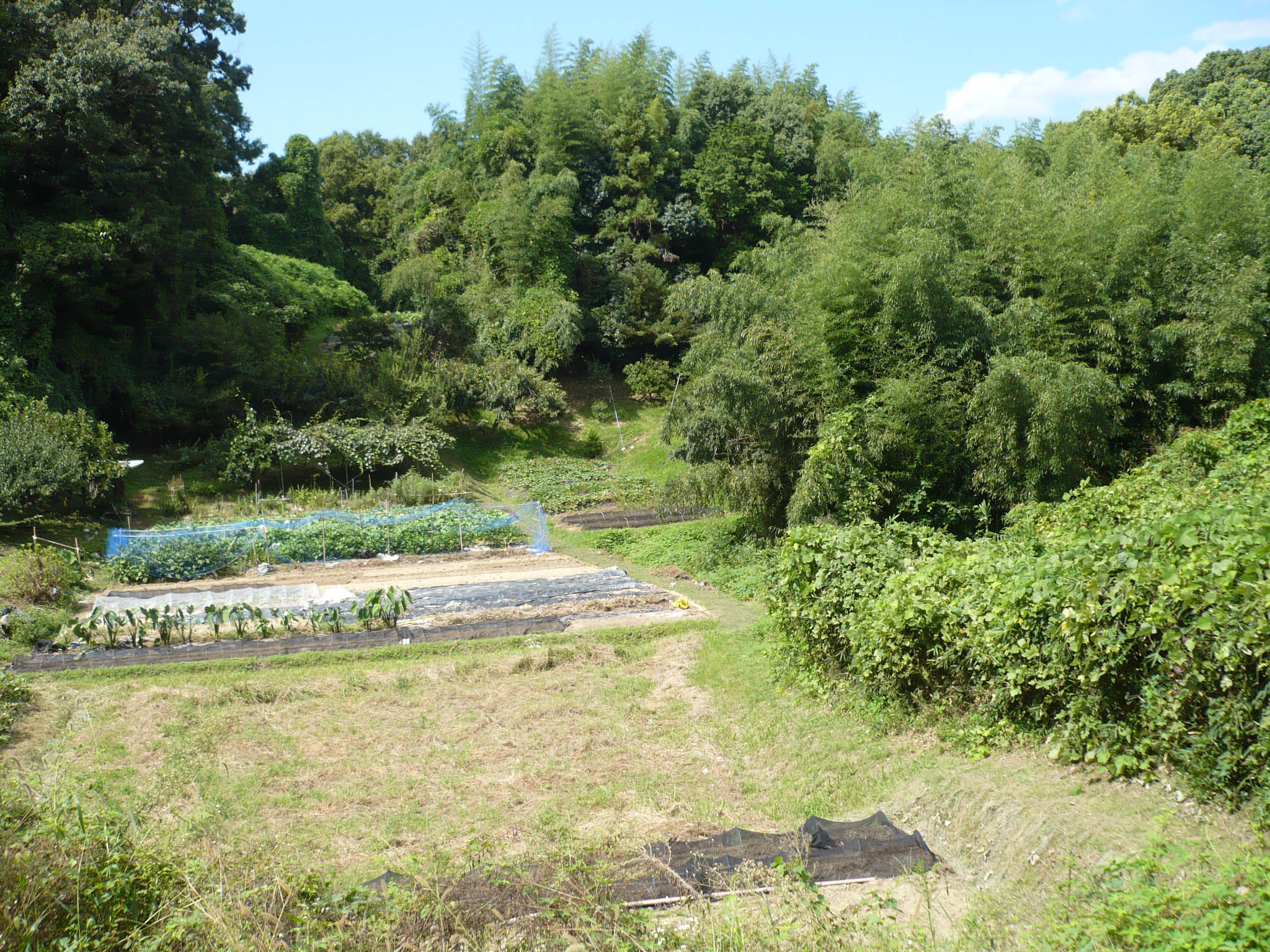
大堀切跡/写真左側が本丸、右側が出曲輪

本丸とその東側にある出曲輪の間には、大堀切（空堀）がありこの片岡城の特徴にもなっている。箱掘になっており上幅17m、底幅11mで、途中土橋などがあり判別できにくいが南北に180m以上に渡ってある。規模と形態から見て、片岡城でもっとも新しい防御施設であると見てよい、とされている。大規模な遮断性の高い防御ラインとなっている。
本丸曲輪の南側にも曲輪がある。東側は削平が不十分であるが、西側は明確に削平している。傾斜部分も含めると東西、南北とも50m以上あり本丸曲輪と同じ規模になる。西縁には土塁がありこの内側に溝状に掘られている。これは後世の畑地開発に伴うものでなければ、不可解な構造となっている。この土塁近くには小さな竪穴があるが、この南曲輪は、以前畑で竪穴は戦時中に掘られたもので、片岡城の遺構ではないと思われている。この南曲輪にも尾根続きを遮断する堀切がある。上幅が14m、底幅6mの箱掘で、本丸東の大堀切と同時期に作られたのではないかと思われている。

階段曲輪がある北側、本丸曲輪の東側にも曲輪がある。この曲輪の土塁が切れていた部分があるが、これは簡易水道を建設した時に崩したものである。この尾根伝いに曲輪があるが、こちらも落差1.5mの堀切、その先にはこの曲輪の虎口がある。また周辺にも曲輪があり、一部は櫓台として機能していた可能性が指摘されている曲輪も存在している。

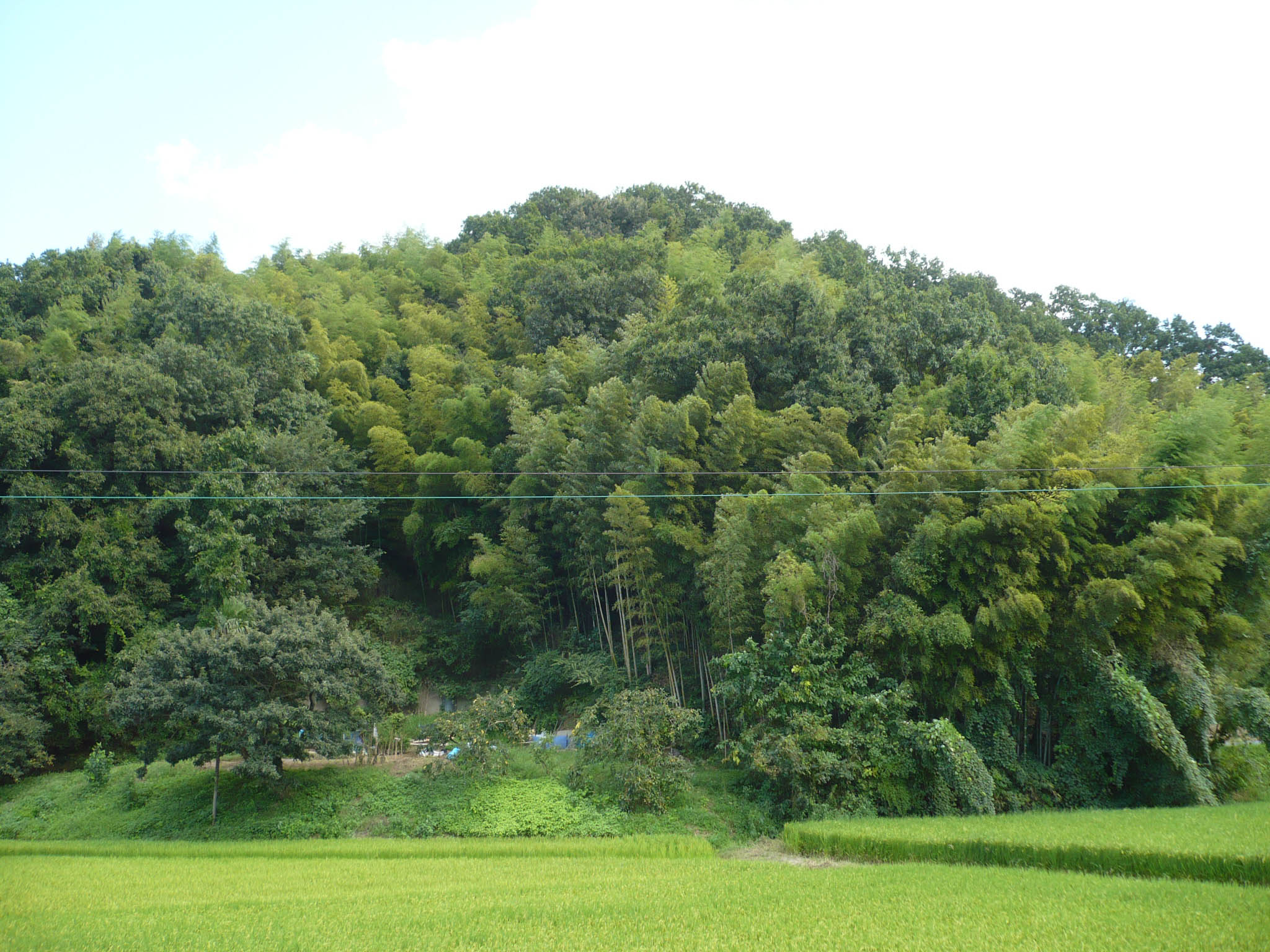
片岡城があった城山、丘陵
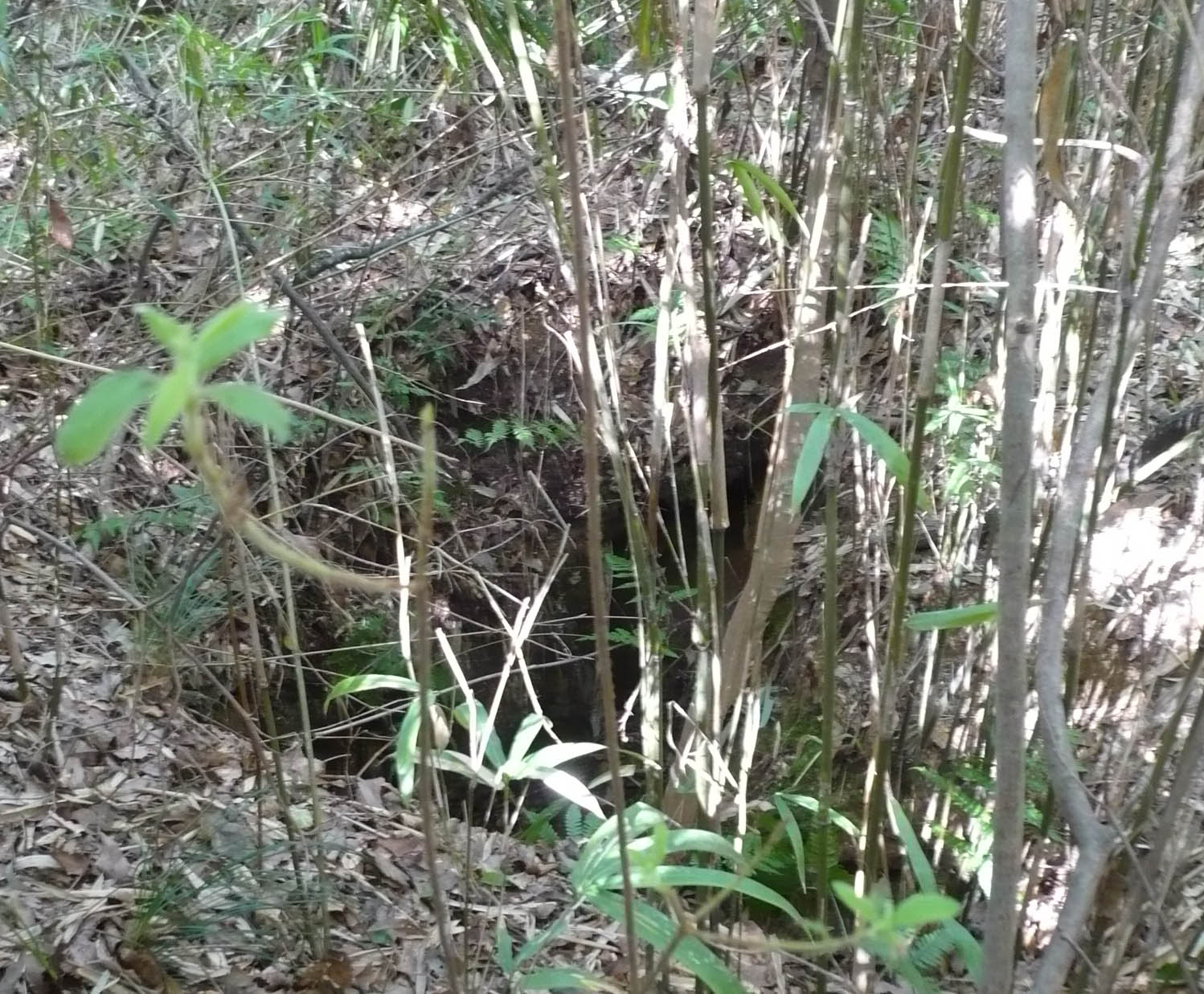
戦時中に掘られた南側曲輪の竪穴
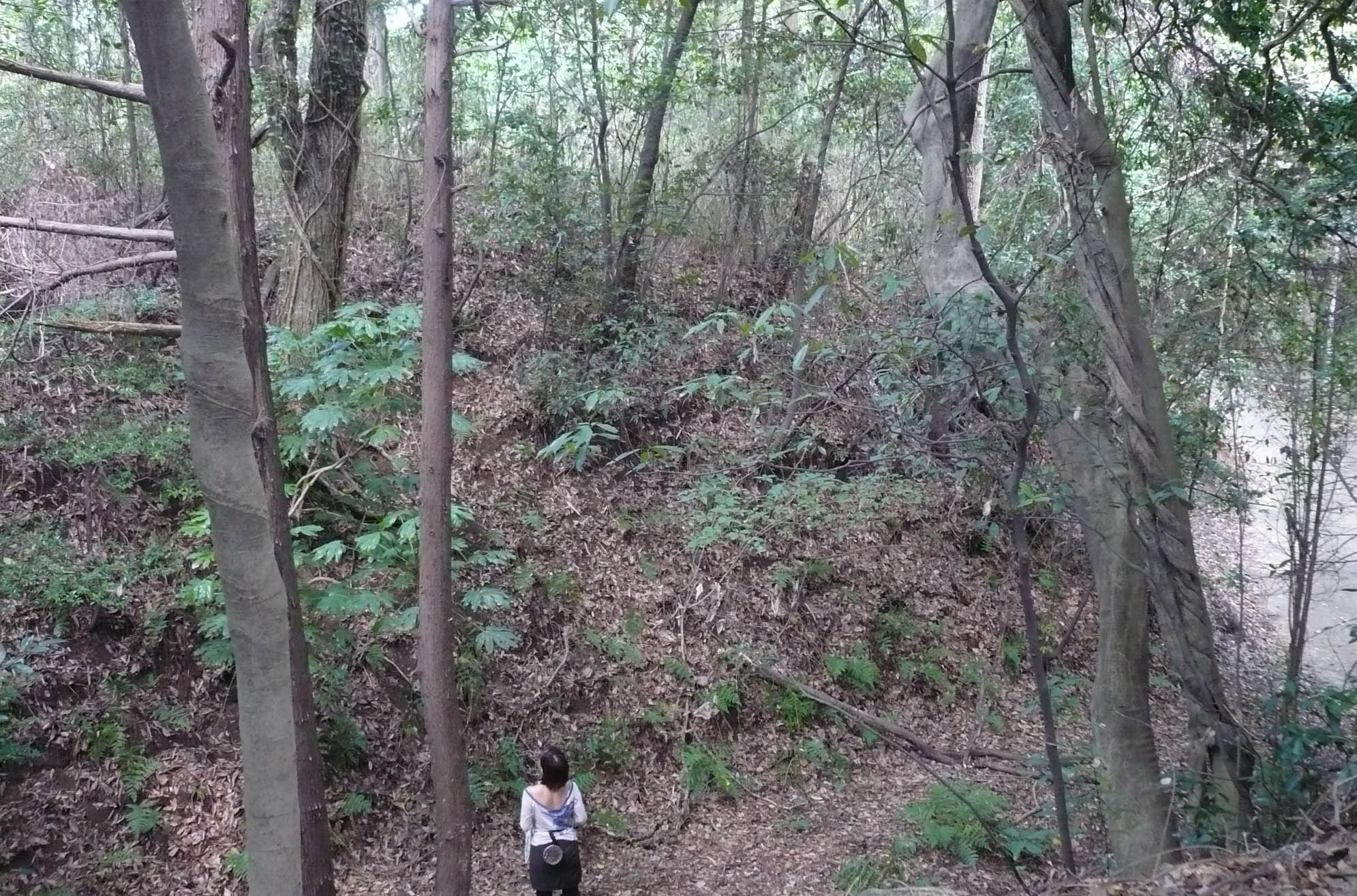
南側曲輪の堀切（登頂部より撮影）
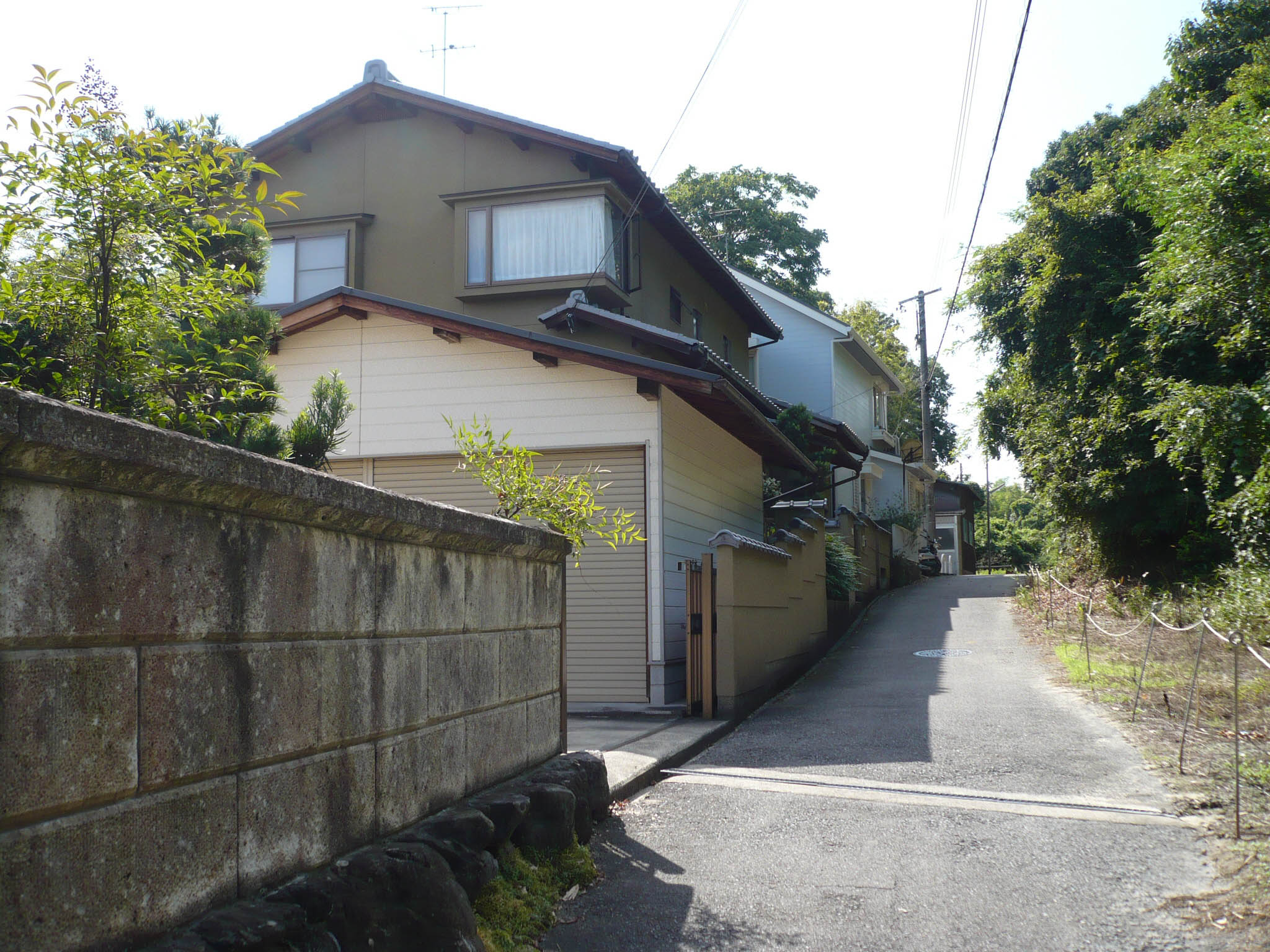
階段曲輪（現在は宅地化されている）

本丸と本丸周辺の帯曲輪が片岡時代のもので、大堀切や他の堀切、その他の曲輪は松永久秀時代に築城されたのではないかとされる。堀切と土塁の直線的な組み合わせ、大堀切など戦国時代末期にならなければ現れそうにない手法であると指摘されている。松永久秀は信貴山城、多聞山城の天守等「城名人」と言われ、また織田信長の家臣となってからは織田方の築城技術の交換が行われ、さらに複雑な曲輪の配置が実施されたと思われている。片岡城では、大堀切を改修したことで、本丸と南側曲輪を一帯となって防御することで、多様な作戦展開が可能になったと考えられている。

## 交通アクセス

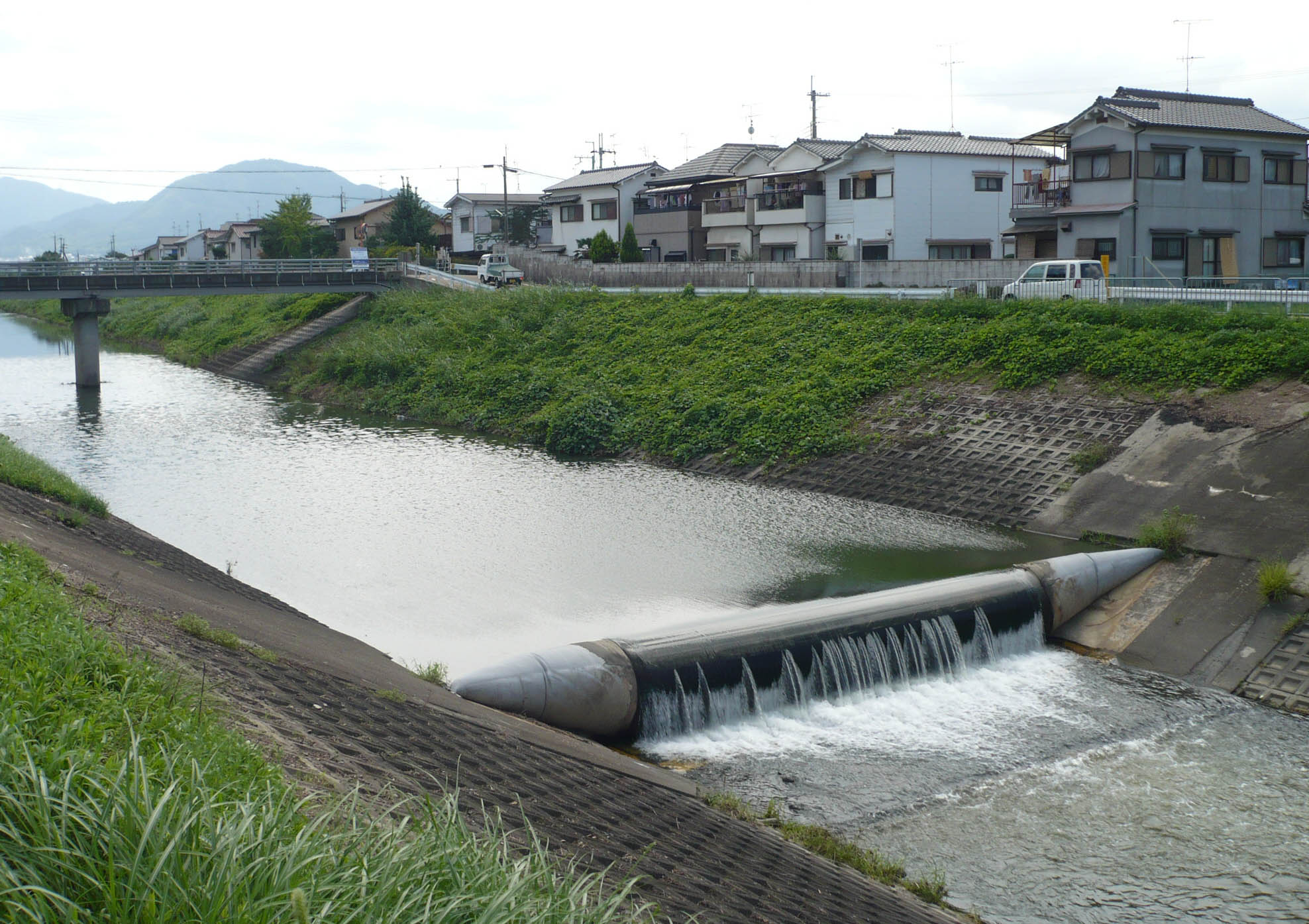
片岡城の周辺を流れる葛下川

- 電車でのアクセス
  - JR西日本和歌山線畠田駅→徒歩約15分
- 車でのアクセス
  - 西名阪自動車道香芝IC→国道168号
  - 周辺に駐車場無し